# Windstopper
El Windstopper es un material textil creado por W.L. Gore & Associates. De naturaleza similar al Gore-Tex, mejora la protección frente al viento, conserva la transpirabilidad, pero tiene una protección reducida frente al agua.
Su aplicación más común es el uso combinado con el forro polar, debido a la escasa protección contra el viento que presenta este último. Se mojará a través de las fuertes lluvias, pero pueden ser usados cómodamente a través de una ligera llovizna.
Por su propiedad cortaviento es muy utilizado en la práctica del ciclismo y del motociclismo.